# Marie af Nederlandene
Prinsesse Marie af Nederlandene (nederlandsk: Wilhelmina Frederika Anna Elisabeth Marie; 5. juni 1841 – 22. juni 1910) var en nederlandsk prinsesse, der var fyrstinde af Wied fra 1871 til 1907. Hun var datter af Prins Frederik af Nederlandene og barnebarn af Kong Vilhelm 1. af Nederlandene. I 1871 blev hun gift med Fyrst Wilhelm af Wied.
Marie var mor til Fyrst Vilhelm 1. af Albanien, søster til Dronning Louise af Sverige og Norge og moster til Dronning Louise af Danmark.